# Gat egipci de Gayer-Anderson
El Gat egipci Gayer-Anderson és una estàtua egípcia antiga d'un gat, que data de finals del Baix imperi d'Egipte (al voltant del 664–332 abans de la nostra era). És fet de bronze, amb adorns d'or.

## Estil i detalls
L'escultura és coneguda com a Gat Gayer-Anderson pel comandant anglés Robert Grenville Gayer-Anderson, que, juntament amb Mary Stout Shaw, la va donar al Museu Britànic. L'estatueta és una representació de la dea gata Bastet. Llueix joies i un amulet de l'ull d'Horus. Les arracades d'anella i l'anell de nas s'hi afegiren molt posteriorment. Té un escarabeu al cap i un altre al pit. L'estàtua té 42 cm d'alt i 13 cm d'amplada. Una còpia de l'estàtua es troba al Museu Gayer-Anderson del Caire.

## Construcció

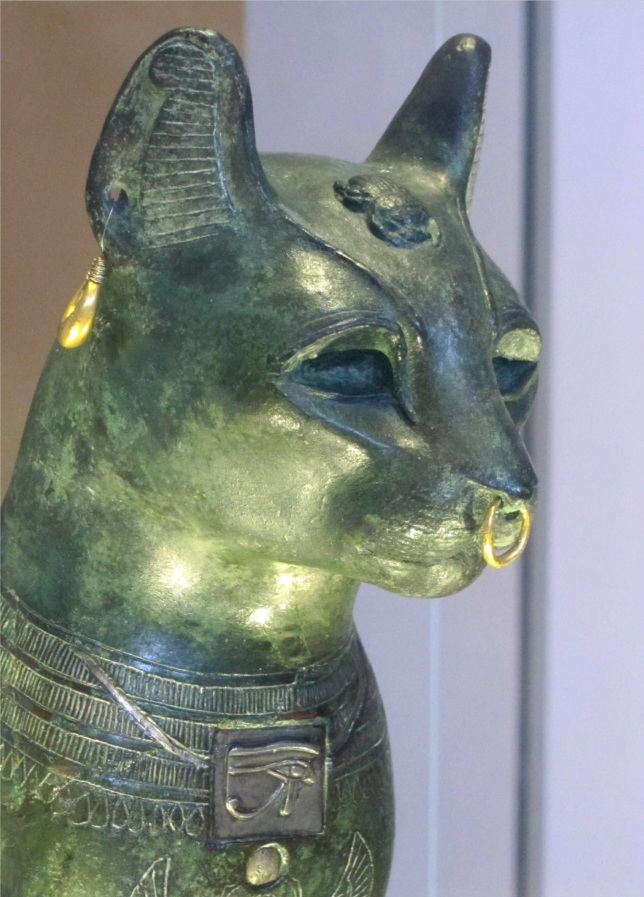
Detall del cap de la dea

L'estàtua presenta problemes de conservació. Les radiografies fetes a l'escultura revelen que hi ha escletxes al centre del cos, i només un sistema intern de reforç impedeix que el cap caiga. Les reparacions, les feu el comandant Gayer-Anderson, un col·leccionista d'antiguitats, en la dècada dels 1930. Quan va comprar la peça, la superfície era "coberta amb un recobriment pesat de verdet cristal·lí i escates cruixents de pàtina vermella" que acuradament en va retirar.
L'escultura fou elaborada pel mètode de la cera perduda, en què un model de cera es cobreix amb argila i es cou en un forn fins que la cera es fonga, i el motlle buit s'ompli amb metall fos. En aquest cas el metall emprat tenia un 85% de coure, 13% d'estany, 2% d'arsènic amb un 0,2% de traces de plom. Les restes de les agulles internes que sostenien el nucli de cera encara es veuen en radiografies. Els artesans metal·lúrgics antics eren capaços de crear una gamma de tons en la fosa del bronze i les ratlles a la cua es deuen al metall amb una variant en la composició. És també molt probable que els ulls originals fossen incrustats en pedra o vidre pintat.